# Municipio de Fairfield (condado de Crow Wing)
El municipio de Fairfield (en inglés: Fairfield Township) es un municipio ubicado en el condado de Crow Wing en el estado estadounidense de Minnesota. En el año 2010 tenía una población de 345 habitantes y una densidad poblacional de 3,71 personas por km².

## Geografía
El municipio de Fairfield se encuentra ubicado en las coordenadas 46°40′18″N 93°57′53″O / 46.67167, -93.96472. Según la Oficina del Censo de los Estados Unidos, el municipio tiene una superficie total de 93.02 km², de la cual 87,31 km² corresponden a tierra firme y (6,15 %) 5,72 km² es agua.

## Demografía
Según el censo de 2010, había 345 personas residiendo en el municipio de Fairfield. La densidad de población era de 3,71 hab./km². De los 345 habitantes, el municipio de Fairfield estaba compuesto por el 98,84 % blancos, el 0,87 % eran asiáticos, el 0,29 % eran de otras razas. Del total de la población el 0,29 % eran hispanos o latinos de cualquier raza.